# ラッピング広告

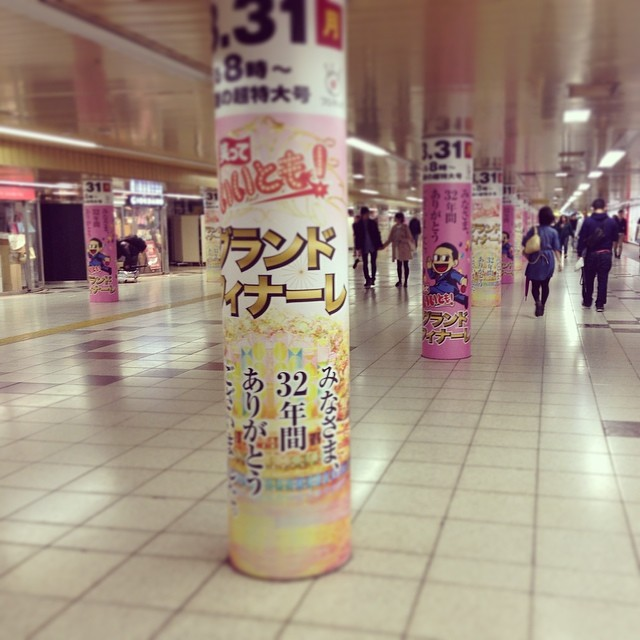
2014年3月・新宿地下（『森田一義アワー 笑っていいとも!』）

ラッピング広告とは、建築物、乗り物等の大きな物質の全体または大部分に、特殊なラッピングフィルムの貼付によって広告を掲示する手法の一つ。
狭義では、バス、鉄道車両、航空機等の公共交通機関の機体・車体に施すもの（ラッピング車両）を指す。

## 技術
屋外ラッピング広告が普及することにともない、用いられるフィルムの需要も増加し、住友スリーエム、プリンター大手の昭和情報機器、等の関連企業の事業も成長している。

## 建物など

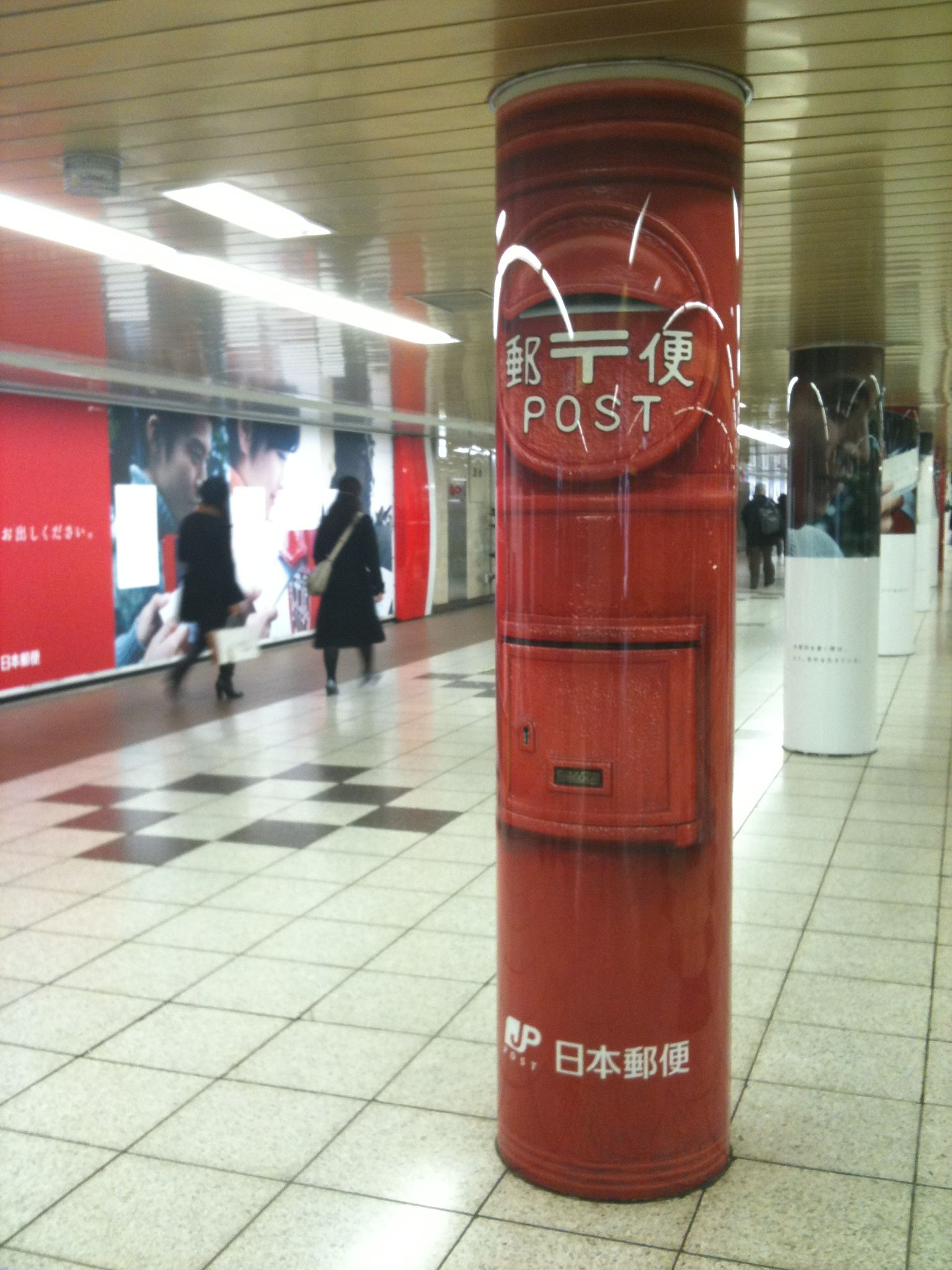
2009年（郵便ポスト）

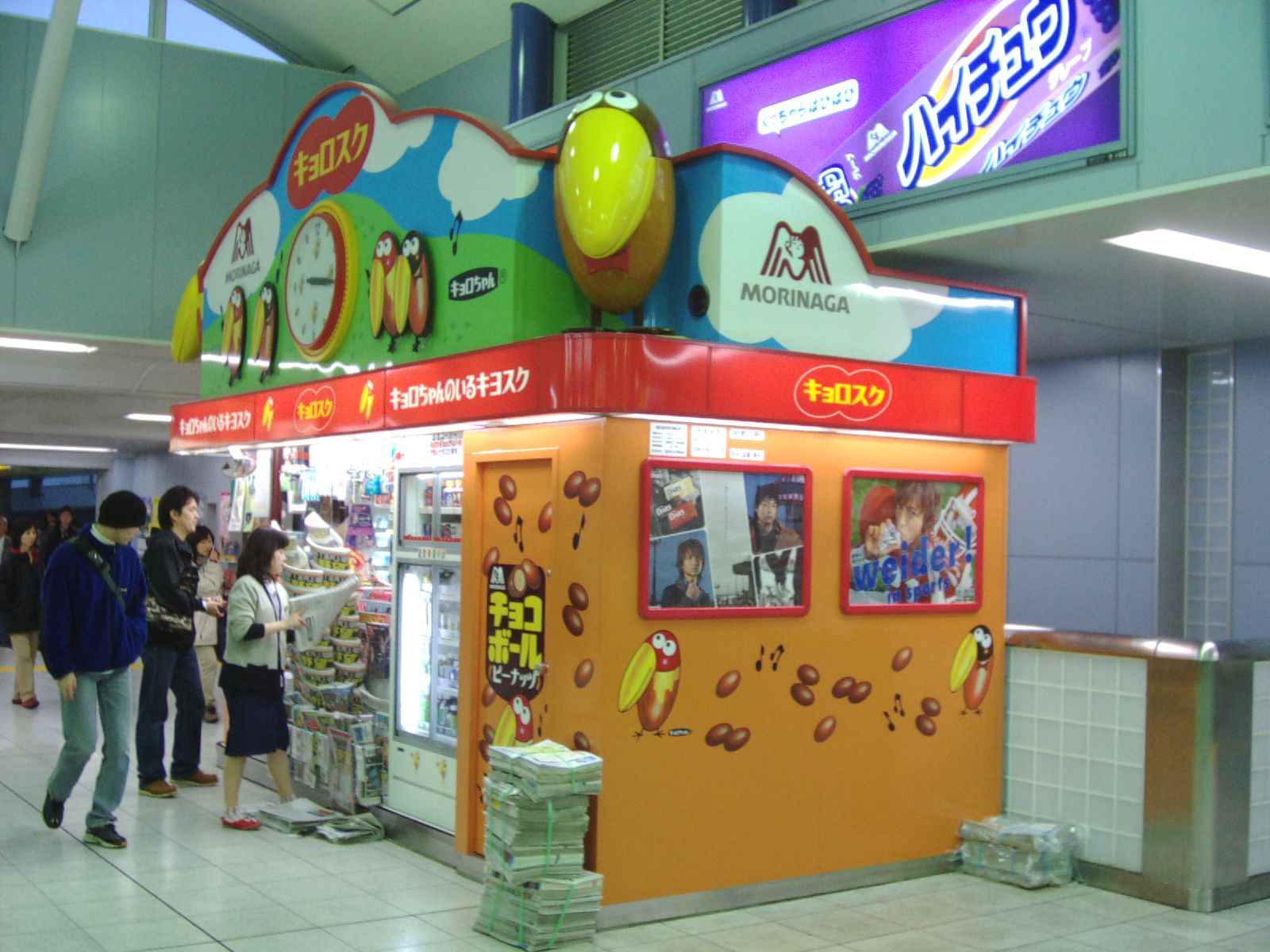
かつて田町駅にあった「キョロスク」

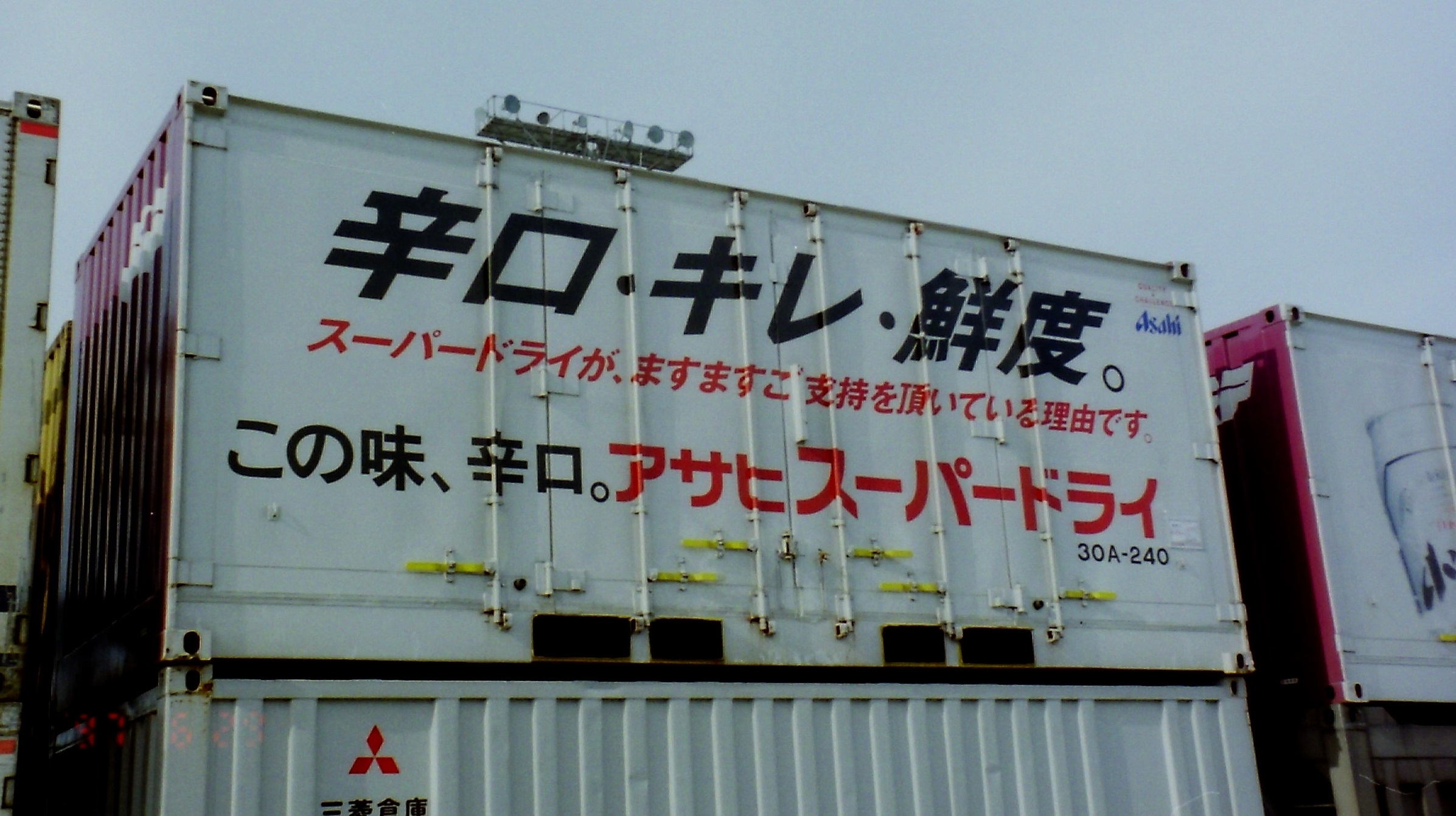
1997年に、JR貨物所有の鉄道コンテナとタイアップして全国展開した、ラッピングコンテナの一例。
※反対側面も同じである。
このほかに、側面全体が缶入りドライビール写真になっている2パターンがあった。
（福岡県の福岡貨物ターミナル駅にて、1997年6月撮影。）

大規模なものではビルを丸ごと広告にするものがあり、特殊フィルムにより外側からは広告が見え、内側からは外が透けて見え、採光にも問題がないものがある。
また、駅構内全体（壁面・柱等）を特定の広告で埋め尽くす手法（柱巻広告と呼ばれる場合も）も、ラッピング広告の一種とされる場合がある。
小規模なものでは駅構内のキヨスクを、キヨスクで販売する商品の包装紙と同じデザインのフィルムで包む等の例がある。

## 公共交通機関等

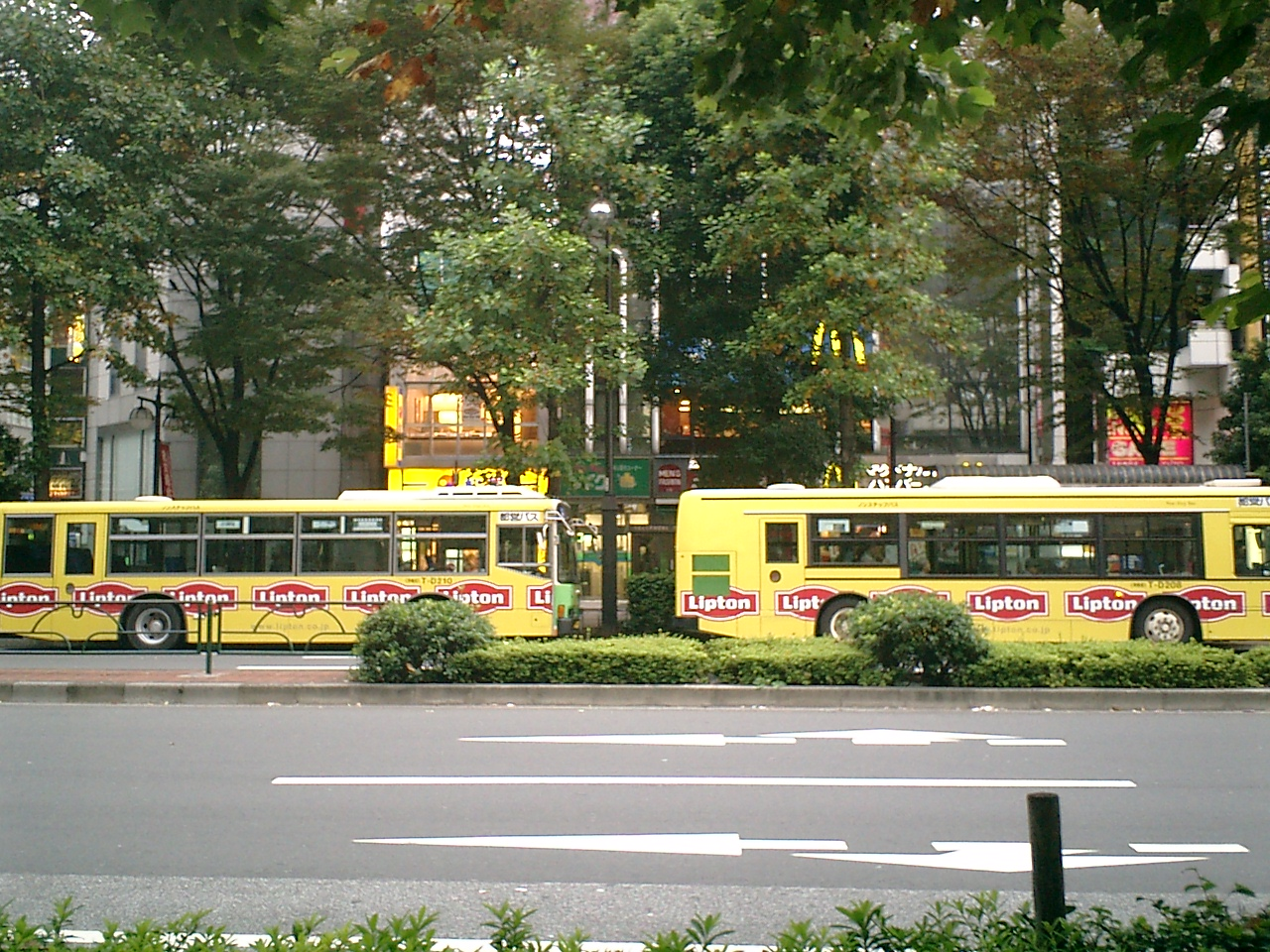
2003年11月・都営バス（リプトン）

日本においては公共交通機関、とくに公営の公共交通機関は運賃値上げが容易ではなく収支が悪化し赤字経営となっているものが少なくない。しかし公共交通機関は多数の乗客が利用するものであり、また1日中運行していることから通行人の目にもとまりやすく、特に人口密集地の都市部では、多人数への到達という大きな広告効果が期待できる。
そこで、これらの車両にラッピング広告を施し収益源にする手法が日本国外ですでに実施されていたことから、日本においても同様の広告を実施することが議論されてきた。
最初期のものとしては1964年（昭和39年）に長崎電気軌道の路面電車で実施されたものとされており、地方都市では1970年代から、政令指定都市の公営交通では1999年（平成11年）9月に仙台市交通局（仙台市営バス）で実施されたのが最初である。
経済的な効果が大きい広告手法として注目されたのは、2000年（平成12年）に東京都交通局（都営バス）において導入されたものからである。都営バスでは、当初は脇見運転の誘発や景観破壊の懸念などの意見もあったが、審査委員会の事前審査という条件の下で実施が開始され、都電荒川線・都営地下鉄も含め一定の収支改善の効果を挙げている。
東京都では実施に合わせ2000年4月に屋外広告物条例を改正し、それまでの広告面積2.7平方メートルまでの規制を30平方メートルに緩和。場所は前面と天井を除くものとされた。2001年（平成13年）10月にも再改正され、地上を走る電車では表面積の10%までの広告が許容された。
その後、横浜、川崎、千葉、名古屋、大阪、神戸、福岡等の大都市の公営・民営の公共交通機関でも実施されるようになった。
また、1990年代後半から航空会社が機体に他社の広告・有名キャラクターを使用した自社広告を施す例が増加した。航空機は飛行中は広告効果がないが、むしろ「○○の塗装の飛行機に乗りたい」という需要を喚起し、航空会社にとってのメリットも増加するのが特徴である。その代表例としてJALドリームエクスプレスやGLAY JUMBO、全日本空輸のポケモンジェット等がある。

## 公共交通機関以外の車両
東京都においては2001年10月の屋外広告物条例の改正によって、観光バス等の広告塗装が可能となった。そのため、商品広告のためにバス・トラック等の車体にラッピング広告したものを繁華街に走らせるという広告手法が取られるようになった。
また、財政難解消のため公用車にラッピング広告を導入している自治体もある。